# Llac Sterj

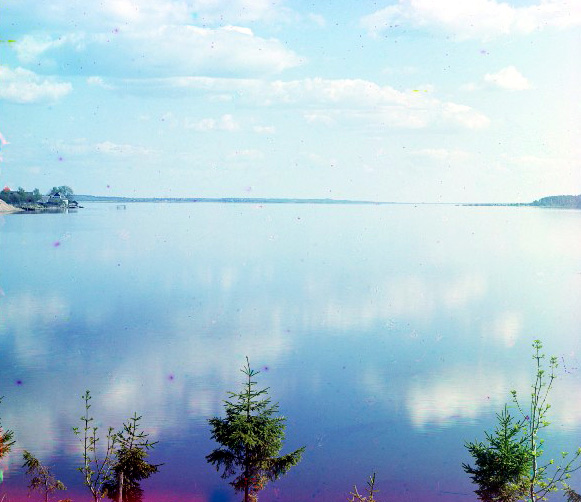
El llac Sterj el 1912, fotografiat per Prokudin-Gorsky

El llac Sterj fa 18 km², és el tercer llac més gran entre els llacs Valdai i està situat a la província russa de Tver. És el primer llac per on passa el riu Volga. Té una llargada de 12 km i la seva amplada és de 1.500 metres, la seva fondària mitjana és de 5 metres. Dona nom a la Creu de l'Sterj.